# Zbigniew Ruciński (aktor)
Zbigniew Ruciński (ur. 12 lipca 1954 w Wałbrzychu, zm. 10 października 2018 w Krakowie) – polski aktor filmowy.

## Życiorys
Urodził się w 12 lipca 1954 w Wałbrzychu. W 1977 roku ukończył studia na PWST w Krakowie. W latach 1977–1989 oraz 1997–1999 występował w Teatrze im. Juliusza Słowackiego, w Krakowie. W latach 1989–1997 oraz 1999–2018 aktor Teatru Starego w Krakowie. Został pochowany na Cmentarzu Salwatorskim (sektor J, rząd 1, numer grobu - 18).

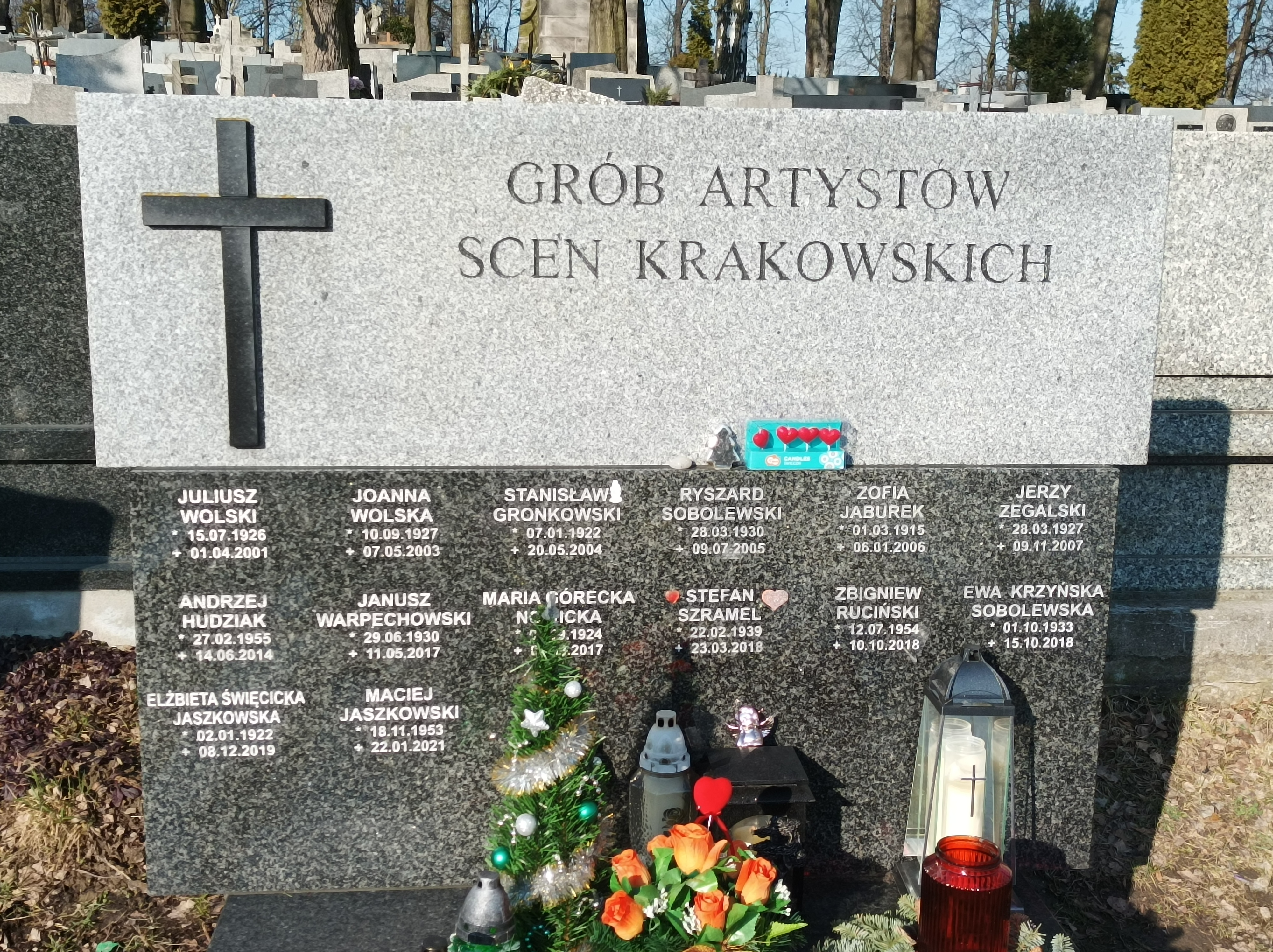
Grób Zbigniewa Rucińskiego na cmentarzu Salwatorskim w Krakowie

## Filmografia
- 1984: Twarz jako Obsada aktorska
- 1994: Śmierć jak kromka chleba jako Obsada aktorska
- 2001: Klinika pod wyrwigroszem jako reżyser (odc. 2)
- 2004: Karol. Człowiek, który został papieżem jako biskup Kominek
- 2007: Tajemnica twierdzy szyfrów jako Pribokow
- 2007: Korowód jako Adam
- 2008: Glina jako Roman Pająk (odc. 22)
- 2010: Kret jako Lucek, szwagier Zygmunta
- 2017: Ach śpij kochanie jako lekarz patolog